# パプアニューギニア時間
パプアニューギニアでは現在、UTC+10とUTC+11の2つの標準時が使用されている。夏時間はない。以前のパプアニューギニアでは複数の標準時を持つ国では無かった。しかし2014年12月28日にブーゲンビル自治州でUTC+11の時間帯が採用されたため、同国は複数の標準時を持つ国となった。以下は地域別の時間帯である。
- UTC+10
  - ブーゲンビル自治州以外の地域
- UTC+11
  - ブーゲンビル自治州

## IANA time zone database
IANA time zone databaseのzone.tabには、パプアニューギニアの標準時として以下の2つの時間帯が含まれている。
| 国コード | 座標        | TZ                   | 注釈                                 | 協定世界時との差 | 夏時間 | 備考 |
| -------- | ----------- | -------------------- | ------------------------------------ | ---------------- | ------ | ---- |
| PG       | −0613+15534 | Pacific/Bougainville | ブーゲンビル                         | +11:00           | +11:00 |      |
| PG       | −0930+14710 | Pacific/Port_Moresby | パプアニューギニア（ほとんどの地域） | +10:00           | +10:00 |      |